# Freestyle-Skiing-Juniorenweltmeisterschaften 2021
Die 14. FIS Freestyle-Skiing-Juniorenweltmeisterschaften fanden am 18. bis zum 27. März 2021 in Krasnojarsk statt. Die Wettbewerbe wurden zeitgleich mit den Snowboard-Juniorenweltmeisterschaften 2021 durchgeführt.

## Medaillenspiegel
| Platz | Land        | Gold | Silber | Bronze | Gesamt |
| ----- | ----------- | ---- | ------ | ------ | ------ |
| 1     | Russland    | 8    | 2      | 10     | 20     |
| 2     | Österreich  | 2    | 2      | -      | 4      |
| 3     | Japan       | 2    | 1      | -      | 3      |
| 3     | Tschechien  | 2    | 1      | -      | 3      |
| 5     | Belarus     | 1    | 2      | 1      | 4      |
| 6     | Estland     | 1    | -      | 1      | 2      |
| 7     | Schweiz     | -    | 2      | 2      | 4      |
| 8     | Italien     | -    | 2      | 1      | 3      |
| 9     | Deutschland | -    | 2      | -      | 2      |
| 10    | Südkorea    | -    | 1      | 1      | 2      |
| 11    | Finnland    | -    | 1      | -      | 1      |
|       | Gesamt      | 16   | 16     | 16     | 48     |

## Ergebnisse Frauen

### Aerials
| Platz | Land     | Sportlerin          |
| ----- | -------- | ------------------- |
| 1     | Belarus  | Anastasia Prytkowa  |
| 2     | Schweiz  | Alexandra Bär       |
| 3     | Schweiz  | Ursina Platz        |
| 4     | Belarus  | Anna Derugo         |
| 5     | Russland | Eseniia Pantiukhova |
| 6     | Belarus  | Valeryia Balmatava  |

Datum: 18. März 2021

Es waren sechs Teilnehmerinnen am Start.

### Moguls
| Platz | Land        | Sportlerin           |
| ----- | ----------- | -------------------- |
| 1     | Japan       | Anri Kawamura        |
| 2     | Russland    | Wiktorija Lasarenko  |
| 3     | Russland    | Anastassija Smirnowa |
| 4     | Kasachstan  | Anastassija Gorodko  |
| 5     | Deutschland | Hanna Weese          |
| 6     | Japan       | Haruka Nakao         |
| 7     | Russland    | Polina Chudinova     |
| 8     | Kasachstan  | Ayaulym Amrenova     |
| 9     | Japan       | Hina Fujiki          |
| 10    | Russland    | Ekaterina Ogneva     |

Datum: 21. März 2021

Es waren 18 Teilnehmerinnen am Start.

Weitere Teilnehmerinnen aus deutschsprachigen Ländern:

 Annika Merz: 18. Platz

### Dual Moguls
| Platz | Land       | Sportlerin           |
| ----- | ---------- | -------------------- |
| 1     | Russland   | Wiktorija Lasarenko  |
| 2     | Japan      | Haruka Nakao         |
| 3     | Russland   | Anastassija Smirnowa |
| 4     | Japan      | Anri Kawamura        |
| 5     | Kasachstan | Anastassija Gorodko  |
| 6     | Russland   | Polina Chudinova     |
| 7     | Japan      | Hina Fujiki          |
| 8     | Kasachstan | Ayaulym Amrenova     |

Datum: 22. März 2021

Es waren 16 Teilnehmerinnen am Start.

Weitere Teilnehmerinnen aus deutschsprachigen Ländern:

 Hanna Weese: 9. Platz

 Annika Merz: 13. Platz

### Skicross
| Platz | Land       | Sportlerin           |
| ----- | ---------- | -------------------- |
| 1     | Russland   | Darja Melchakowa     |
| 2     | Tschechien | Diana Cholenská      |
| 3     | Russland   | Polina Ryabowa       |
| 4     | Schweiz    | Saskja Lack          |
| 5     | Österreich | Christina Födermayr  |
| 6     | Russland   | Elizaveta Ponkratova |
| 7     | Schweiz    | Margaux Dumont       |
| 8     | Russland   | Iuliia Ivannikova    |

Datum: 26. März 2021

Es waren 15 Teilnehmerinnen am Start.

Weitere Teilnehmerinnen aus deutschsprachigen Ländern:

 Natalie Schär: 10. Platz

 Marie Karoline Krista: 11. Platz

 Laura Häusl: 12. Platz

### Halfpipe
| Platz | Land     | Sportlerin          |
| ----- | -------- | ------------------- |
| 1     | Russland | Alexandra Glazkowa  |
| 2     | Schweiz  | Michelle Rageth     |
| 3     | Südkorea | Kim Dae-un          |
| 4     | Russland | Daria Tatalina      |
| 5     | Russland | Ekaterina Selezneva |
| 6     | Russland | Ekaterina Efremova  |

Datum: 19. März 2021

Es waren sechs Teilnehmerinnen am Start.

### Slopestyle
| Platz | Land        | Sportlerin                              |
| ----- | ----------- | --------------------------------------- |
| 1     | Russland    | Xenia Orlowa                            |
| 2     | Deutschland | Muriel Mohr                             |
| 3     | Schweiz     | Michelle Rageth                         |
| 4     | Russland    | Snezhana Prays                          |
| 5     | Russland    | Anna Ivanova                            |
| 6     | Thailand    | Paulina Phitchayakorn Promcharoenwatana |

Datum: 21. März 2021

Es waren sechs Teilnehmerinnen am Start.

### Big Air
| Platz | Land        | Sportlerin      |
| ----- | ----------- | --------------- |
| 1     | Russland    | Xenia Orlowa    |
| 2     | Deutschland | Muriel Mohr     |
| 3     | Russland    | Snezhana Prays  |
| 4     | Russland    | Anna Ivanova    |
| 5     | Schweiz     | Michelle Rageth |

Datum: 23. März 2021

Es waren fünf Teilnehmerinnen am Start.

## Ergebnisse Männer

### Aerials
| Platz | Land       | Sportler         |
| ----- | ---------- | ---------------- |
| 1     | Russland   | Artem Potapow    |
| 2     | Belarus    | Makar Mitrafanau |
| 3     | Belarus    | Andrei Kuzmin    |
| 4     | Belarus    | Ihar Drabiankou  |
| 5     | Kasachstan | Roman Ivanov     |
| 6     | Russland   | Arsenij Wagin    |

Datum: 18. März 2021

Es waren 11 Teilnehmer am Start.

Weitere Teilnehmer aus deutschsprachigen Ländern:

 Fabian Bader: 9. Platz

### Moguls
| Platz | Land     | Sportler          |
| ----- | -------- | ----------------- |
| 1     | Russland | Nikita Andrejew   |
| 2     | Finnland | Akseli Ahvenainen |
| 3     | Russland | Artem Schuldjakow |
| 4     | Russland | Mikhail Aleynikov |
| 5     | Finnland | Severi Vierela    |
| 6     | Russland | Semen Shimbuev    |
| 7     | Japan    | Shima Kawaoka     |
| 8     | Schweiz  | Enea Buzzi        |

Datum: 21. März 2021

Es waren 18 Teilnehmer am Start.

Weitere Teilnehmer aus deutschsprachigen Ländern:

 Martino Conedera: 10. Platz

 Felix Wagner: 13. Platz

### Dual Moguls
| Platz | Land                   | Sportler             |
| ----- | ---------------------- | -------------------- |
| 1     | Japan                  | Shima Kawaoka        |
| 2     | Russland               | Artem Schuldjakow    |
| 3     | Russland               | Wjatscheslaw Nowikow |
| 4     | Russland               | Mikhail Aleynikov    |
| 5     | Russland               | Nikita Andrejew      |
| 6     | Vereinigtes Königreich | Mateo Jeannesson     |
| 7     | Finnland               | Severi Vierela       |
| 8     | Finnland               | Akseli Ahvenainen    |

Datum: 22. März 2021

Es waren 18 Teilnehmer am Start.

Weitere Teilnehmer aus deutschsprachigen Ländern:

 Felix Wagner: 14. Platz

 Enea Buzzi: 16. Platz

 Nicolas Weese: 17. Platz

 Martino Conedera: 18. Platz

### Skicross
| Platz | Land        | Sportler                |
| ----- | ----------- | ----------------------- |
| 1     | Österreich  | Oliver Vierthaler       |
| 2     | Italien     | Simone Deromedis        |
| 3     | Russland    | Wladimir Schmirow       |
| 4     | Deutschland | Florian Fischer         |
| 5     | Schweiz     | Gabriel Syner           |
| 6     | Deutschland | Jonas Bachl-Staudinger  |
| 7     | Russland    | Andrei Gerasimov        |
| 8     | Schweiz     | Sven Liechti            |
| 9     | Österreich  | Christoph Danksagmüller |
| 10    | Österreich  | Philip Ivanov           |

Datum: 26. März 2021

Es waren 28 Teilnehmer am Start.

Weitere Teilnehmer aus deutschsprachigen Ländern:

 Marcus Plank: 11. Platz

 Maximilian Jagg: 13. Platz

 Kilian Himmelsbach: 14. Platz

 Niklas Illig: 15. Platz

 Lucas Richard: 20. Platz

 Noah Lubasch: 21. Platz

### Halfpipe
| Platz | Land     | Sportler            |
| ----- | -------- | ------------------- |
| 1     | Estland  | Henry Sildaru       |
| 2     | Südkorea | Lee Seung-hun       |
| 3     | Russland | Fedor Muralew       |
| 4     | Schweiz  | Silvan Borra        |
| 5     | Schweiz  | Fadri Rhyner        |
| 6     | Russland | Maksim Serov        |
| 7     | Schweiz  | Gian Andri Bolinger |

Datum: 19. März 2021

Es waren sieben Teilnehmer am Start.

### Slopestyle
| Platz | Land       | Sportler            |
| ----- | ---------- | ------------------- |
| 1     | Tschechien | Matěj Švancer       |
| 2     | Österreich | Daniel Bacher       |
| 3     | Estland    | Henry Sildaru       |
| 4     | Schweiz    | Gian Andri Bolinger |
| 5     | Slowakei   | Michael Oravec      |
| 6     | Schweiz    | Silvan Borra        |
| 7     | Slowenien  | Jost Klancar        |
| 8     | Schweiz    | Fadri Rhyner        |

Datum: 21. März 2021

Es waren 22 Teilnehmer am Start.

Weitere Teilnehmer aus deutschsprachigen Ländern:

 Noah Ressel: 20. Platz

 Hannes Baumhöfener: 22. Platz

### Big Air
| Platz | Land       | Sportler        |
| ----- | ---------- | --------------- |
| 1     | Tschechien | Matěj Švancer   |
| 2     | Österreich | Daniel Bacher   |
| 3     | Italien    | Miro Tabanelli  |
| 4     | Slowakei   | Michael Oravec  |
| 5     | Tschechien | Stepan Hudecek  |
| 6     | Estland    | Henry Sildaru   |
| 7     | Russland   | Maxim Senkevich |
| 8     | Schweiz    | Fadri Rhyner    |

Datum: 23. März 2021

Es waren 22 Teilnehmer am Start.

Weitere Teilnehmer aus deutschsprachigen Ländern:

 Gian Andri Bolinger: 12. Platz

 Hannes Baumhöfener: 14. Platz

 Matteo Moser: 18. Platz

 Noah Ressel: 19. Platz

 Silvan Borra: 20. Platz

## Mixed

### Aerials Team
| Platz | Land       | Sportler                                           |
| ----- | ---------- | -------------------------------------------------- |
| 1     | Russland 1 | Artem Protapow Anastasia Prytkowa Arsenij Wagin    |
| 2     | Belarus 1  | Anna Derugo Ihar Drabiankou Makar Mitrafanau       |
| 3     | Russland 2 | Ildar Khakimow Jesenija Pantiukhowa Denis Sliadnew |
| 4     | Schweiz    | Ursina Platz Alexandra Bär Fabian Bader            |
| 5     | Belarus 2  | Valeryia Balmatava Pavel Varabyou Andrei Kuzmin    |

Datum: 19. März 2021

### Skicross Team
| Platz | Land         | Sportler                              |
| ----- | ------------ | ------------------------------------- |
| 1     | Österreich 1 | Christina Födermayr Oliver Vierthaler |
| 2     | Italien 1    | Andrea Chesi Simone Deromedis         |
| 3     | Russland 2   | Andrej Gerasimow Polina Ryabowa       |
| 4     | Schweiz 2    | Sven Liechti Margaux Dumont           |

Datum: 27. März 2021